# سیارک ۱۰۱۴
سیارک ۱۰۱۴ (به انگلیسی: 1014 Semphyra، نامگذاری:1924PW) هزار و چهاردهمین سیارک کشف شده‌است که در ۲۹ ژانویه ۱۹۲۴ و در هایدلبرگ کشف شد.
قدر مطلق سیارک برابر ۱۲٫۱۰ است.